# Walter Ciszek
Walter J. Ciszek (ur. 4 listopada 1904 w Shenandoah w Pensylwanii, zm. 8 grudnia 1984 w Nowym Jorku) − amerykański prezbiter pochodzenia polskiego, a następnie zakonnik w Towarzystwie Jezusowym (jezuici), nazywany apostołem Syberii oraz Sługa Boży Kościoła katolickiego.

## Życiorys
W młodości wstąpił do seminarium duchownego, później do Towarzystwa Jezusowego. Chcąc podjąć działalność misyjną na terenach Rosji, przygotowywał się do niej w Collegium Russicum w Rzymie. Po ukończeniu kolegium w 1937 przyjął sakrament święceń.
W 1938, z uwagi na zagrożenie wybuchem wojny, został skierowany do Polski, do misyjnego ośrodka jezuitów w Albertynie koło Słonimia. Po wkroczeniu w 1939 Armii Czerwonej na tereny II Rzeczypospolitej i masowych wywózkach Polaków na Syberię, postanowił towarzyszyć deportowanym rodakom, szerząc Słowo Boże. Po wybuchu wojny niemiecko-rosyjskiej w czerwcu 1941 za prowadzenie działalności duszpasterskiej został aresztowany przez NKWD i skazany na 15 lat więzienia, jako szpieg Watykanu. Od 1953 do 1955 pracował w kopalniach. Jego wspomnienia zawierają żywy opis buntów, które rozprzestrzeniły się w Gułagu po śmierci Józefa Stalina (zob. powstanie norylskie). Walter Ciszek strajkował w 5-m obozie Gorłagu, gdzie strajk został krwawo zmiażdżony.
Został wymieniony na sowieckich szpiegów w 1963.

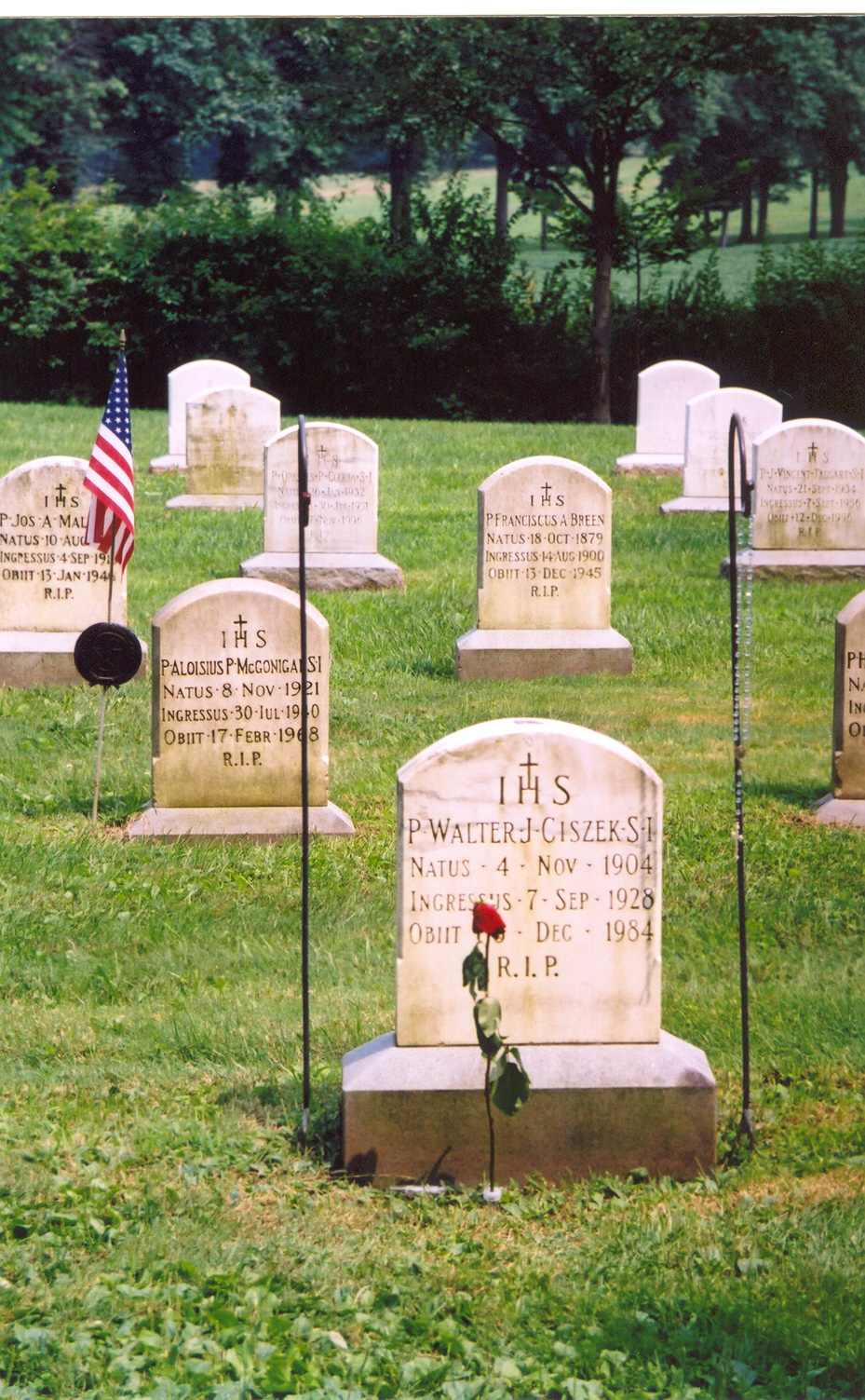
Grób Waltera Ciszka

Na Uniwersytecie Fordham, gdzie pracował do śmierci jako rekolekcjonista i kierownik duchowy, znajduje się Ciszek Hall, natomiast w jego rodzinnej miejscowości działa Father Walter J. Ciszek Education Center.
Trwa jego proces beatyfikacyjny.

## Publikacje
- With God in Russia (1964) – wyd pol. Z Bogiem w Rosji, WAM 2009, ISBN 978-83-7505-318-0
- He Leadeth Me (1973) – wyd pol. ... bo Ty jesteś ze mną. Duchowe świadectwo z Syberii, Święty Wojciech - wydawnictwo, ISBN 978-83-7516-753-5